# Dolf Sternberger
Adolf "Dolf" Sternberger (Wiesbaden, 28 de julio de 1907 - Fráncfort del Meno, 27 de julio de 1989) fue un filósofo y politólogo alemán de la Universidad de Heidelberg, considerado uno de los fundadores de la ciencia política alemana de la posguerra. Es conocido por su concepto de ciudadanía en el pensamiento político alemán contemporáneo y por acuñar el término "patriotismo constitucional" (Verfassungspatriotismus) con motivo del trigésimo aniversario (en 1979) de la República Federal.
Junto a Hannah Arendt, Leo Strauss y Eric Voegelin se encuentra entre los politólogos de su generación que representaron el enfoque normativo de la ciencia política.

## Obras

### Obras individuales
- Der verstandene Tod. Eine Untersuchung zu Martin Heideggers Existenzialontologie. Hirzel, Leipzig 1934.
- Panorama oder Ansichten vom 19. Jahrhundert. Goverts, Hamburg 1938.
- Lebende Verfassung. Studien über Koalition und Opposition. Hain, Meisenheim 1956.
- Über den Jugendstil und andere Essays. Claassen, Hamburg 1957.
- con Gerhard Storz y W. E. Süskind: Aus dem Wörterbuch des Unmenschen. Claassen, Hamburg 1957.
- Gefühl der Fremde. Insel Verlag, Wiesbaden 1958.
- Begriff des Politischen. Insel Verlag, Frankfurt am Main 1961.
- Grund und Abgrund der Macht. Kritik der Rechtmäßigkeit heutiger Regierungen. Insel Verlag, Frankfurt am Main 1962.
- Ich wünschte ein Bürger zu sein. Neun Versuche über den Staat. Suhrkamp Verlag, Frankfurt am Main 1967.
- Gerechtigkeit für das neunzehnte Jahrhundert. Zehn historische Studien. Suhrkamp Verlag, Frankfurt am Main 1975.
- Verfassungspatriotismus. Niedersächsische Landeszentrale für Politische Bildung, Hannover 1982.
- Über die verschiedenen Begriffe des Friedens. Steiner, Stuttgart 1984, ISBN 3-515-04203-2.
- Ernst Jünger, Dolf Sternberger: Briefwechsel 1941–1942 und 1973–1980. (con comentarios de Detlev Schöttker und Anja S. Hübner), In: Sinn und Form. 4, 2011, S. 448–473.
- Bilder und Bildung. Rede anläßlich des 150jährigen Jubiläums der Alten Pinakothek, gehalten am 27. Nov. 1986. Bayer. Staatsgemäldesammlungen, München 1987.
- Hannah Arendt, Dolf Sternberger, publicados por Udo Bermbach: «Ich bin Dir halt ein bißchen zu revolutionär» Briefwechsel 1946 bis 1975. Rowohlt Berlin, Berlin 2019, ISBN 978-3-7371-0063-2.

### Obras en tomos
- Schriften. 11 tomos. Insel Verlag, Frankfurt am Main, 1977–1991.